# Theridula opulenta
Theridula opulenta là một loài nhện trong họ Theridiidae.
Loài này thuộc chi Theridula. Theridula opulenta được Charles Athanase Walckenaer miêu tả năm 1842.